# Verso y Prosa

Cabecera de la revista

Verso y Prosa fue una revista literaria, subtitulada “Boletín de la joven literatura”, de la que se publicaron 12 números entre enero de 1927 y octubre de 1928, y en la que colaboraron escritores y artistas de la generación del 27.
Se publicó en Murcia, como continuación del Suplemento Literario de La Verdad. En una entrevista publicada por este diario el 19 de diciembre de 1976, José Ballester Nicolás explicó su nacimiento: 

La publicación del Suplemento Literario tenía un inconveniente y era la necesidad de someterse a ciertas presiones de lo que se podía llamar “la lírica oficial”, representada por venerables ejemplares de la mediocridad, como algunos catedráticos de la Universidad, que pedían el favor de que se les publicara unos versos, etc. Eso dio lugar a que entre suplemento y suplemento nobles, aparecieron otros que nosotros, en la intimidad, llamábamos “malditos”. Tal fue la causa de que Juan Guerrero Ruiz, utilizando la amistad de Jorge Guillén, que entonces era catedrático de Literatura Española de la Universidad, se decidiera a publicar por su cuenta una revista que fuera como la sucesión del Suplemento Literario noble: “Verso y Prosa”.

Entre los escritores que colaboraron podemos citar a: Rafael Alberti, Dámaso Alonso, José Bergamín, Juan Chabás, Gerardo Diego, Antonio Espina, Federico García Lorca, Ernesto Giménez Caballero, Jorge Guillén, Benjamín Jarnés, Antonio Marichalar, Pedro Salinas, Claudio de la Torre, Vicente Aleixandre, Melchor Fernández Almagro, Francisco de Cossío, José María de Cossio, Luis Cernuda, Max Aub… y los murcianos José Ballester Nicolás, Antonio Oliver, José Rodríguez Cánovas, Andrés Sobejano Alcayna, Andrés Cegarra Salcedo, Carmen Conde…
Y entre los pintores: Cristóbal Hall, Ramón Gaya, Benjamín Palencia, Salvador Dalí, Esteban Vicente, Gregorio Prieto, Juan Bonafé Bourguignon, Daniel Vázquez Díaz, Gutiérrez Solana, Olasagasti, Pedro Flores García, Luis Garay, María Mallo y Pablo Picasso.